# Иън Ранкин
Иън Ранкин (на английски: Ian Rankin) е шотландски писател на произведения в жанра криминален роман, трилър и драма. Писал е и под псевдонима Джак Харви (Jack Harvey).

## Биография и творчество
Иън Ранкин е роден на 28 април 1960 г. в Карденден, Файв, Шотландия. Баща му Джеймс е собственик на хранителен магазин, а майка му Изобел работи в училищна столова. Завършва гимназия в Каудънбийт.
Следва английска филология в Университета на Единбург, който завършва с магистърска степен с отличие през 1982 г. Следващите три години трябва да работи за докторска степен по шотландска литература, но прекарва времето си в писане на романи. За да се издържа работи на временни места, включително като селскостопански работник, журналист в Hi-Fi списание и данъчен служител.
Първият му роман „The Flood“ (Потопът) е издаден през 1986 г., но няма успех. Същата година се жени за Миранда Харви. Имат две деца – Кит и Джак. След брака си живеят две години в където работи в Националния фолклорен център, после шест години във Франция, където пише усилено, след което се връща в Единбург.
Първият му роман „Knots and Crosses“ (Възли и кръстове) от емблематичната му криминална поредица „Инспектор Ребус“ е издаден през 1987 г. Романите от поредицата включват убийства, съмнителни смъртни случаи или изчезвания, като инспектор Ребус поема задачата да разгадае мистерията. Резултатът от разследването изобразява ярка, безкомпромисна картина на Шотландия, особено Единбург, характеризираща се с корупция, бедност и организирана престъпност. В дейността си инспектор Ребус трябва да се бори с вътрешната полицейска политика, борба, изострена от неговата склонност да превива правилата и да игнорира началниците си. Трябва да се справя със и собствените си лични проблеми, които често са пряко или косвено свързани с текущото разследване, рискувайки допълнителни конфликти с колегите си. През 2000 – 2007 г. поредицата „Инспектор Ребус“ е екранизирана в едноименния телевизионен сериал с участието на Джон Хана и Кен Стот. Книгите от поредицата са преведени на над 20 езика по света.
Печелил е четири пъти наградата „Дагър“ на Асоциацията на криминалните писатели в различни нейни степени, включително и най-високата – диамантен „Дегър“ през 2005 г. Отличен е и с различни награди от Франция, Германия, Дания и САЩ, сред които най-престижната е американската „Едгар“ от 2004 г.
През 2002 г. е удостоен с Ордена на Британската империя. Удостоен е с почетната степен „доктор хонорис кауза“ от университета в Хъл, университета Абертей в Дънди, университет на Сейнт Андрюс, Свободния университет и Единбургския университет. През 2015 г. е избран за член на Кралското общество на Единбург, а през 2016 г. за член на Кралското литературно общество.
През 2019 г. дарява личните си архиви на Националната библиотека на Шотландия.
Иън Ранкин живее със семейството си в старата част на Единбург.

## Произведения

### Самостоятелни романи
- The Flood (1986)
- Watchman (1988)
- Westwind (1990)
- Doors Open (2007)

### Серия „Инспектор Ребус“ (Inspector Rebus)
1. Knots and Crosses (1987)
2. Hide and Seek (1990)
3. Tooth and Nail (1992) – издаден и като „Wolfman“
4. Strip Jack (1992)
Яростни игри, изд.: Атика, София (1996), прев. Николета Пенева
5. The Black Book (1993)
6. Mortal Causes (1994)
7. Let It Bleed (1995)
Заради един негодник, изд.: Атика, София (1996), прев. Благовеста Дончева
8. Black and Blue (1997) – награда „Златен кинжал“;
Дъх на мафия, изд.: Атика, София (1998), прев. Благовеста Дончева
9. The Hanging Garden (1998)
Врагът на моя враг, изд.: Атика, София (1999), прев. Благовеста Дончева
10. Dead Souls (1999)
Квит, изд.: Атика, София (2001), прев. Ивайла Божанова
11. Set in Darkness (2000)
12. The Falls (2001)
Водопадът, изд.: „ИнфоДАР“, София (2003), прев. Боян Савчев
13. Resurrection Men (2001) – награда „Едгар“
14. A Question of Blood (2003)
Кръвна връзка, изд.: „ИнфоДАР“, София (2006), прев. Александра Павлова
15. Fleshmarket Close (2004) – издаден и като „Fleshmarket Alley“
16. The Naming Of The Dead (2006) – награда на Британската асоциация
17. Exit Music (2007)
18. Standing in Another Man's Grave (2012)
В чужд гроб, изд. „Книгопис“ (2013), прев. Емилия Л. Масларова
19. Saints of the Shadow Bible (2013)
Светците от Черната библия, изд. „Книгопис“ (2014), прев. Анелия Янева
20. Even Dogs in the Wild (2015)
21. Rather Be the Devil (2016)
22. In a House of Lies (2018)
23. A Song For The Dark Times (2020)

### Серия „Джак Харви“ (Jack Harvey) – като Джак Харви
1. Witch Hunt (1993)
Лов на Вещица, изд.: Атика, София (1994), прев. Николай Борисов
2. Bleeding Hearts (1994)
Кървящи сърца, изд.: Атика, София (1995), прев. Благовеста Дончева
3. Blood Hunt (1995)
Кървав лов, изд.: Атика, София (1996), прев. Благовеста Дончева

### Серия „Малкълм Фокс“ (Malcolm Fox)
1. The Complaints (2009)
2. The Impossible Dead (2011)

### Участие в общи серии с други писатели

#### Серия „Библиомистерии“ (Bibliomysteries)
27. The Travelling Companion (2016)
от серията има още 39 романа от различни автори

### Новели
- A Deep Hole (2005)
- Meet and Greet (2016)

### Разкази
- A Deep Hole (1994) – награда „Дагър“
- Herbert in Motion in Perfectly Criminal (1996) – награда „Дагър“

### Пиеси
- Dark Road (2014) – с Марк Томсън

### Сборници
- Herbert in Motion (1997)
- Beggars Banquet (2002)
- Complete Short Stories (2005)
- One City (2006) – с Алегзандър Маккол Смит и Ървайн Уелс

### Документалистика
- Jackie Leven Said (2005) – с Джаки Левън
- Rebus' Scotland (2005)

### Екранизации
- 2007 Reichenbach Falls – тв филм
- 2000 – 2007 Rebus – тв сериал, 14 епизода
- 2012 Doors Open – тв филм